# تصحيح تفريطي
تصحيح تفريطي هو التفريط في اتباع قاعدة أو عادة لغوية في قياس لفظ على آخر ظنا بصحته وملاءمته للسياق.